# Собор Григорія Просвітителя (Нахічевань-на-Дону)
Собор Григорія Просвітителя (Сурб Григор Лусаворіч, вірм. Սուրբ Գրիգոր Լուսավորիչ տաճար) — найбільший вірменський храм міста Нахічевані-на-Дону (нині у складі Пролетарського району Ростова-на-Дону). Побудований у 1783—1807 роках в стилі класицизму, можливо, за проектом Ивана Старова. Головний престол храму був освячений в ім'я святого Григорія Просвітителя. У 1930-х роках храм був закритий, а в середині 1960-х — знесений. На місці собору був побудований Палац культури заводу «Червоний Аксай».

## Історія
Перший дерев'яний храм Сурб Григор Лусаворіч був побудований в районі Нахичеванского базару. Закладка першого каменя кафедрального собору відбулася 1783 році. Він розташовувався на центральній площі міста Нахічевані-на-Дону по осі вулиці Соборній (нині вул. Радянської). Згідно з припущенням ростовських краєзнавців, проект храму розробив один з авторів генплану Нахічевані-на-Дону, архітектор Іван Єгорович Старов, який будував у той час Таврійський палац в Санкт-Петербурзі. Будувався собор довше, ніж передбачалося. Його освятили тільки в 1807 році — через 24 роки після початку будівництва.
Трьохпрестольний храм побудований в традиціях російського класицизму і в плані архітектури перегукується з ростовської церквою Сурб Хач. Собор був хрестоподібним в плані. Основний обсяг храму завершувався шоломоподібним куполом на масивному барабані. Собор мав три входи, виділені чотириколонними портиками доричного ордера. Над головним (західним) входом височіла триярусна дзвіниця з годинником. Барабан собору і яруси дзвіниці були оформлені доричними колонами. Карниз собору був оздоблений декоративними сухариками. Інтер'єр храму прикрашали хачкари XIV-XVI століть, які були привезені вірменськими переселенцями з Криму.

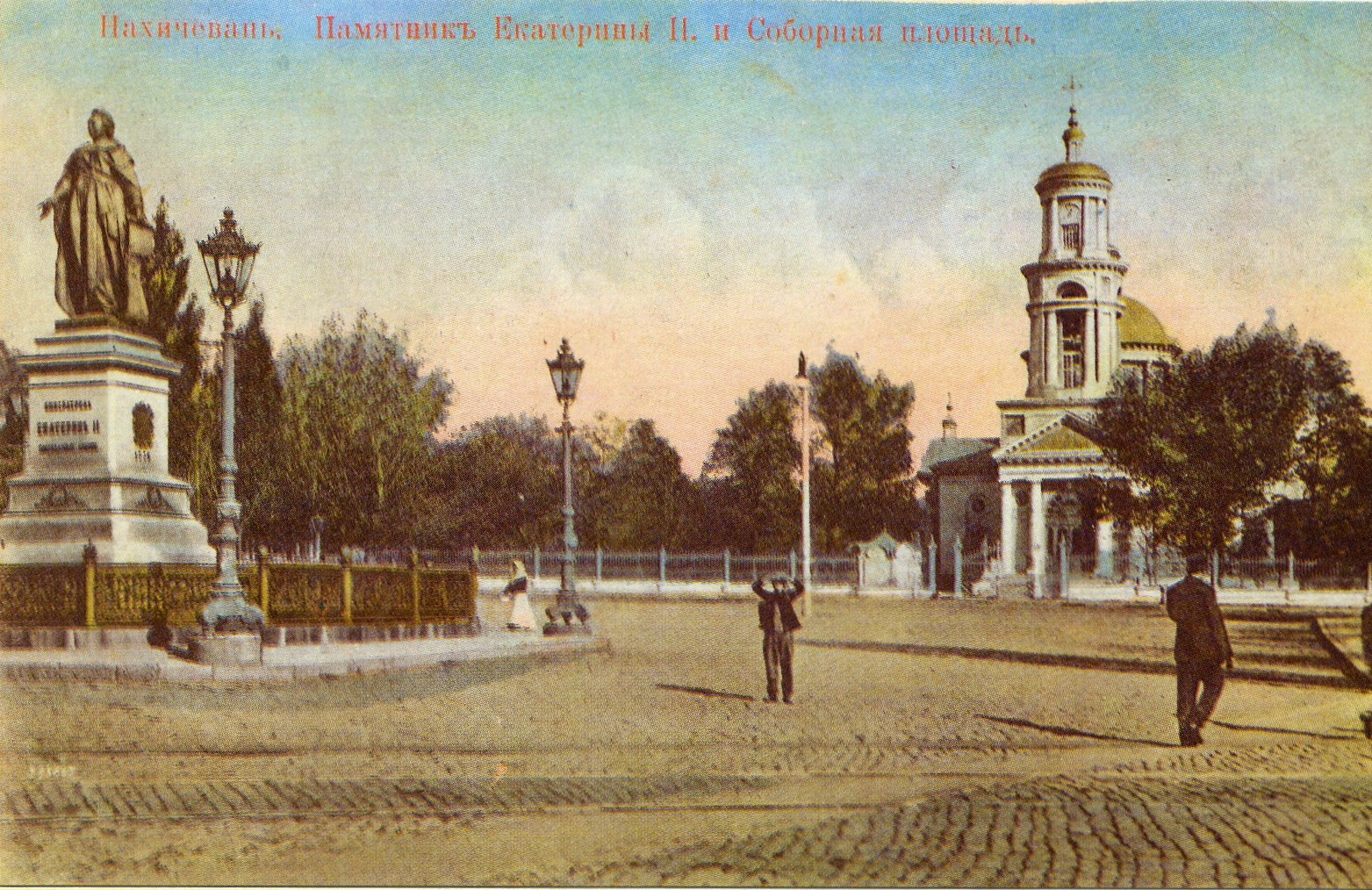
Пам'ятник Катерині II та Собор Григорія Просвітителя на Соборній площі

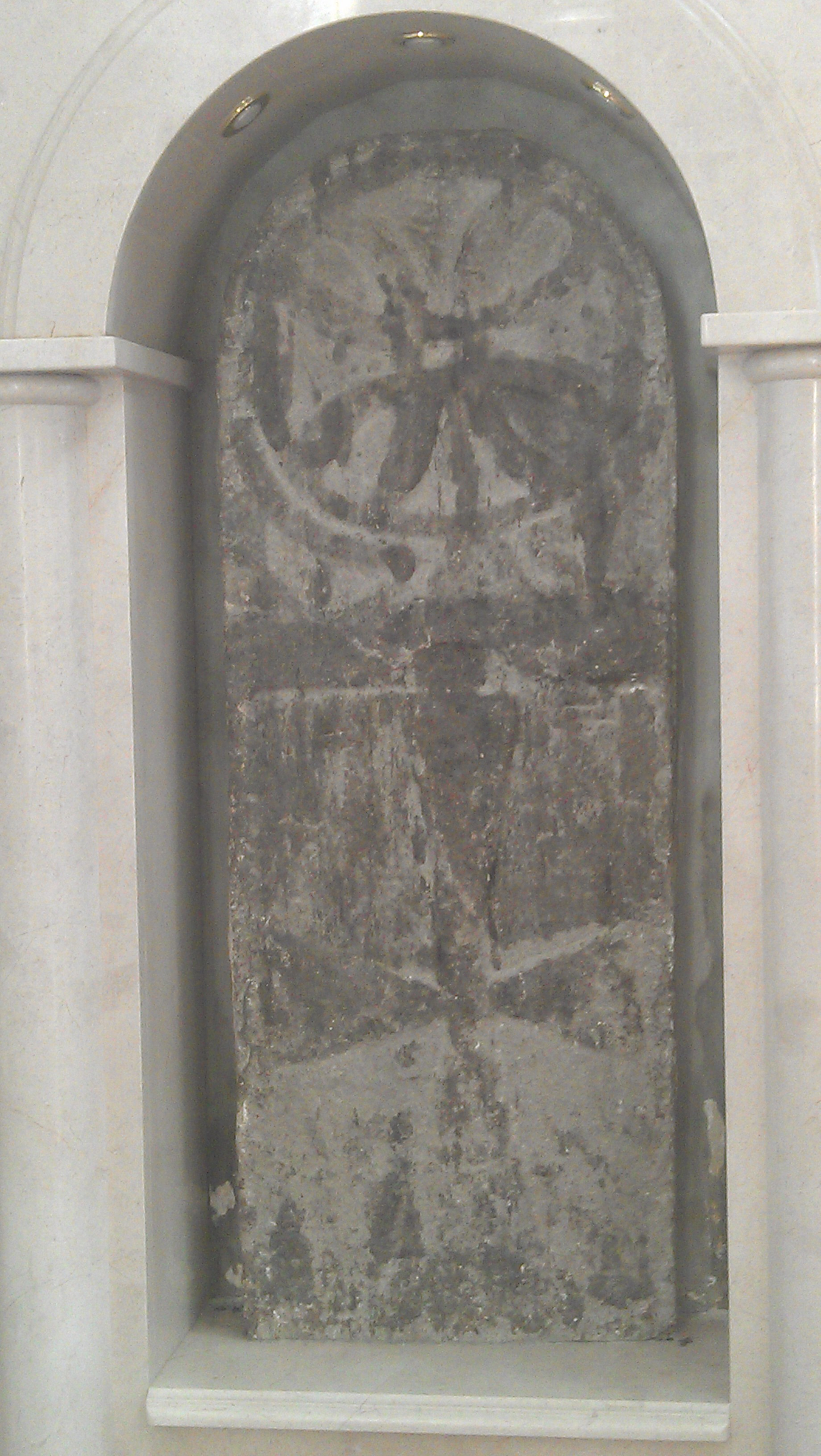
Хрест-камінь (хачкар) Сурб Хач

Собор Григорія Просвітителя став головною архітектурною домінантою площі. Від нього велася нумерація будинків міста. Площа, на якій стояв храм, отримала назву Соборної. У 1894 році на площі перед собором був встановлений пам'ятник Катерині II. 
На початку 1930-х років храм був закритий для богослужінь. Дзвіниця і купол були демонтовані, а в будинку розмістилася дитяча технічна станція. Храм був знову відкритий в 1942 році під час Німецько-радянської війни. Храм залишався діючим до кінця 1950-х років. У середині 1960-х років храм був знесений. В 1970 році на його місці побудували Палац культури заводу «Червоний Аксай».

## Реліквії
Деякий час у храмі знаходився стародавній хрест-камінь (хачкар) Сурб Хач. Після закриття церкви хачкар був перенесений в церкву Святого Карапета